# Professor Green

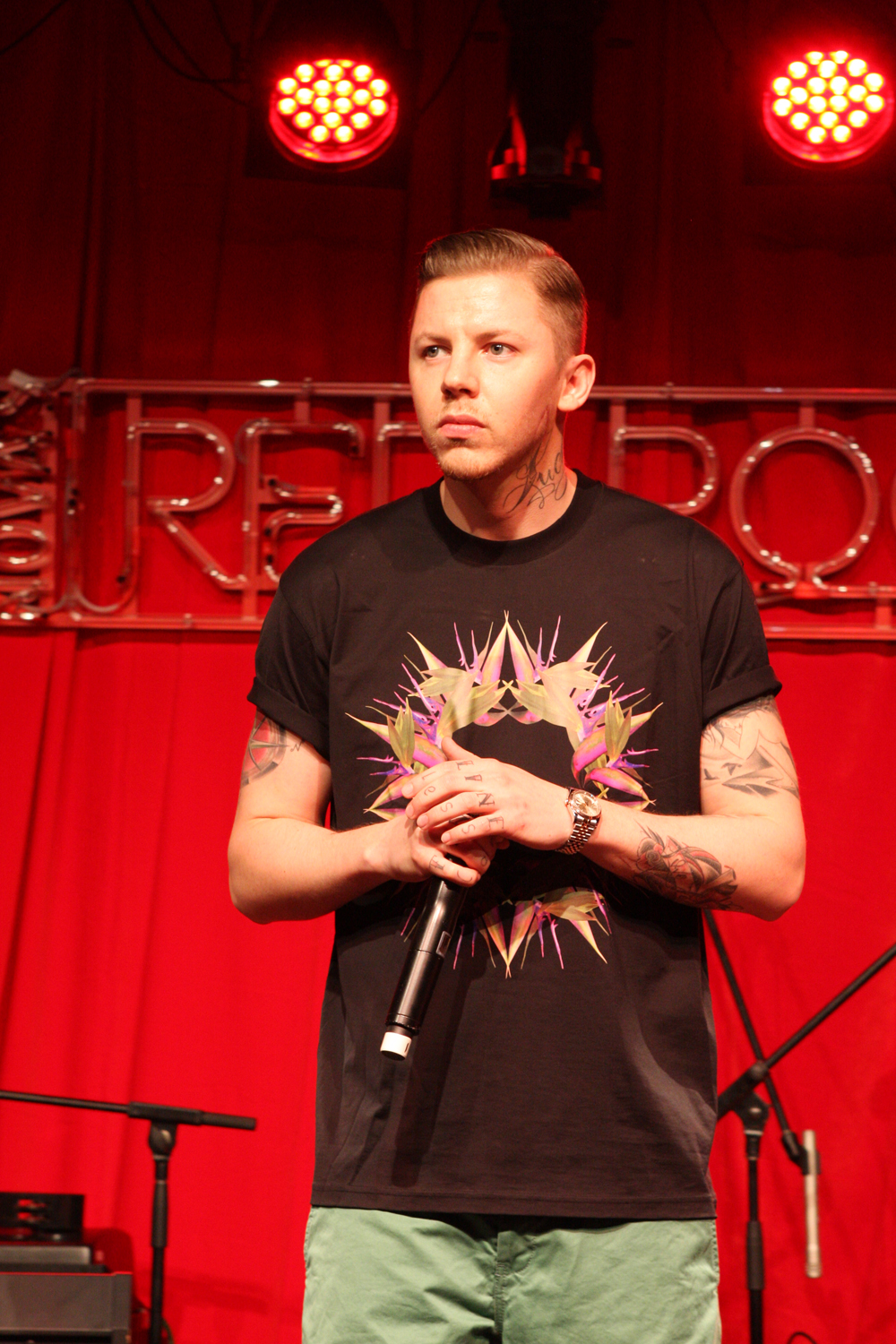
Professor Green (2012)

Professor Green ist der Künstlername des Rappers Stephen Paul Manderson (* 27. November 1983 in London, Großbritannien). Sein Musikstil besteht hauptsächlich aus Rap und Grime.

## Biografie
Manderson begann im Alter von 18 Jahren als MC zu rappen. Dabei gewann er über 100 Rap-Battles und ergatterte einige Preise in der Szene.
Sein erstes Mixtape (Lecture #1) veröffentlichte er 2006. Nachdem er 2009 einen Plattenvertrag bei Virgin Records erhalten hatte, wurde 2010 das Album Alive Till I'm Dead herausgegeben. Aus diesem Album stammt die erste Single I Need You Tonight, die es in die Top 20 der europäischen Charts und in Großbritannien sogar auf Platz 3 schaffte.
I Need You Tonight basiert auf einem Sample des Songs Need You Tonight von INXS.
Im Jahr 2009 unterstützte Manderson die Sängerin Lily Allen während ihrer Tour.
Im selben Jahr im Mai wurde Manderson mit einer abgebrochenen Bierflasche in den Hals gestochen. Sie verfehlte nur knapp seine Halsschlagader. Seit dem Angriff hat der Rapper eine dicke Narbe am Hals, über welche er sich das Wort „Lucky“ (dt.: Glücklich) tätowieren hat lassen.
Die erste Single aus seinem 2011er-Album At Your Inconvenience wurde in Großbritannien ein Nr. 1-Hit, in Deutschland war Read All About It (feat. Emeli Sandé) der erste Track, der sich in den deutschen Singlecharts platzieren konnte.

## Diskografie

### Studioalben
| Jahr | Titel                 | Höchstplatzierung, Gesamtwochen, AuszeichnungChartsChartplatzierungen (Jahr, Titel, Platzierungen, Wochen, Auszeichnungen, Anmerkungen) | Anmerkungen                              |
| Jahr | Titel                 | UK | Anmerkungen                              |
| ---- | --------------------- | --- | ---------------------------------------- |
| 2010 | Alive Till I’m Dead   | UK2 Platin · (43 Wo.)UK | Erstveröffentlichung: 16. Juli 2010      |
| 2011 | At Your Inconvenience | UK3 Gold · (36 Wo.)UK | Erstveröffentlichung: 28. Oktober 2011   |
| 2014 | Growing Up in Public  | UK12 (3 Wo.)UK | Erstveröffentlichung: 19. September 2014 |

### Mixtapes
- 2006: Lecture #1

### EPs
| Jahr | Titel   | Höchstplatzierung, Gesamtwochen, AuszeichnungChartsChartplatzierungen (Jahr, Titel, Platzierungen, Wochen, Auszeichnungen, Anmerkungen) | Anmerkungen                             |
| Jahr | Titel   | UK | Anmerkungen                             |
| ---- | ------- | --- | --------------------------------------- |
| 2019 | M.O.T.H | UK57 (1 Wo.)UK | Erstveröffentlichung: 6. September 2019 |

Weitere EPs
- 2008: The Green EP

### Singles als Leadmusiker
| Jahr | Titel Album                                  | Höchstplatzierung, Gesamtwochen, AuszeichnungChartplatzierungen (Jahr, Titel, Album, Platzierungen, Wochen, Auszeichnungen, Anmerkungen) | Höchstplatzierung, Gesamtwochen, AuszeichnungChartplatzierungen (Jahr, Titel, Album, Platzierungen, Wochen, Auszeichnungen, Anmerkungen) | Höchstplatzierung, Gesamtwochen, AuszeichnungChartplatzierungen (Jahr, Titel, Album, Platzierungen, Wochen, Auszeichnungen, Anmerkungen) | Anmerkungen                                                   |
| Jahr | Titel Album                                  | DE | CH | UK | Anmerkungen                                                   |
| --- | -------------------------------------------- | --- | --- | --- | ------------------------------------------------------------- |
| 2010 | I Need You Tonight Alive Till I’m Dead       | — | — | UK3 Gold · (20 Wo.)UK | Erstveröffentlichung: 10. Mai 2010                            |
| 2010 | Just Be Good to Green Alive Till I’m Dead    | — | — | UK5 Silber · (12 Wo.)UK | Erstveröffentlichung: 21. Juni 2010 feat. Lily Allen          |
| 2010 | Monster Alive Till I’m Dead                  | — | — | UK29 (8 Wo.)UK | Erstveröffentlichung: 2010                                    |
| 2011 | Jungle Alive Till I’m Dead                   | — | — | UK31 Silber · (10 Wo.)UK | Erstveröffentlichung: 2011 feat. Maverick Sabre               |
| 2011 | Read All About It At Your Inconvenience      | DE80 (2 Wo.)DE | CH58 (3 Wo.)CH | UK1 Platin · (27 Wo.)UK | Erstveröffentlichung: 17. Oktober 2011 feat. Emeli Sandé      |
| 2012 | Never Be a Right Time At Your Inconvenience  | — | — | UK35 (5 Wo.)UK | Erstveröffentlichung: 2012 feat. Ed Drewett                   |
| 2012 | Remedy At Your Inconvenience                 | — | — | UK18 (11 Wo.)UK | Erstveröffentlichung: 16. April 2012 feat. Ruth Anne          |
| 2012 | Avalon At Your Inconvenience                 | — | — | UK29 (6 Wo.)UK | Erstveröffentlichung: 1. Oktober 2012 feat. Sierra Kusterbeck |
| 2014 | Lullaby Growing Up in Public                 | — | — | UK4 Gold · (9 Wo.)UK | Erstveröffentlichung: 14. September 2014 feat. Tori Kelly     |
| 2018 | Photographs –                                | — | — | UK79 (1 Wo.)UK | Erstveröffentlichung: 1. November 2018 feat. Rag ’n’ Bone Man |
| 2019 | Got It All M.O.T.H EP                        | — | — | UK48 Silber · (3 Wo.)UK | Erstveröffentlichung: 2019 feat. Alice Chater                 |
| Folgende Lieder erschienen nicht als Single, wurden aber durch das Album zum Download und Streaming bereitgestellt und konnten somit eine Platzierung erlangen: |                                              | | | |                                                               |
| |                                              | | | |                                                               |
| 2011 | At Your Inconvenience                        | — | — | UK97 (1 Wo.)UK |                                                               |
| 2013 | Are You Getting Enough? Growing Up in Public | — | — | UK93 (1 Wo.)UK | feat. Miles Kane                                              |

Weitere Singles
- 2006: Stereotypical Man
- 2006: When You Wasn’t Famous (Remix)
- 2007: Before I Die
- 2007: Either Way (Remix)
- 2009: Hard Night Out
- 2014: Little Secrets (feat. Mr. Probz)
- 2016: One Eye on the Door
- 2017: Active (feat. Dream McLean)
- 2018: Unruly (mit Fekky & Diztortion)
- 2018: Mercedes Riddim (feat. Dutch)
- 2018: Count on You (feat. Greatness Jones & JSTJCK)
- 2020: Round and Round (feat. Example)

### Singles als Gastmusiker
| Jahr | Titel Album            | Höchstplatzierung, Gesamtwochen, AuszeichnungChartsChartplatzierungen (Jahr, Titel, Album, Platzierungen, Wochen, Auszeichnungen, Anmerkungen) | Anmerkungen |
| Jahr | Titel Album            | UK | Anmerkungen |
| ---- | ---------------------- | --- | --- |
| 2010 | Game Over Third Strike | UK22 Silber · (10 Wo.)UK | Erstveröffentlichung: 2010 Tinchy Stryder feat. Professor Green, Example, Giggs, Devlin, Tinie Tempah & Chipmunk |
| 2011 | In the Air –           | UK52 (1 Wo.)UK | Erstveröffentlichung: 2011 True Tiger feat. Professor Green & Maverick Sabre                                     |
| 2012 | Top of the World –     | UK63 (1 Wo.)UK | Erstveröffentlichung: 2012 Smiler feat. Professor Green & Tawiah                                                 |

Weitere Gastbeiträge
- 2012: Stylechanger (Eric Turner feat. Professor Green, Kardinal Offishall & Wretch 32)
- 2012: Dreamers (Epic Remix) (Rizzle Kicks feat. Pharoahe Monch, Hines, Professor Green, Ed Sheeran, Dappy, Foreign Beggars & Chali 2na)
- 2013: Fire Blaze (Rascals feat. Professor Green)